# Велика лепота
 „Велика лепота “ (итал. La grande bellezza) италијанска је филмска драма из 2013, у режији и по сценарију Паола Сорентина. Филм говори о Ђепу Гамбарделу, средовечном писцу и некрунисаном краљу римског високог друштва, који након свог 65. рођендана и вести о смрти прве љубави, почиње да медитира о сопственом животу, проналазећи га апсурдним, али пуним изузетне лепоте. Једна од Сорентинових инспирација за филм била је позната Флоберова намера да напише роман ни о чему (ова амбиција француског књижевника спомиње се и у филму). Под овим флоберовским ништа редитељ је желео, по сопственим речима, да прикаже хиљаду и једну могућност коју имамо да изгубимо време, трачеве, гласине, све оне ствари које нас иритирају или одушевљавају, али које су толико краткотрајне да нас наводе да посумњамо у смисао живота. Такво ништа чини живот већине људи. Такође је изјавио да је једна од ствари које живот чине великим, управо та што нас ствари које смо доживљавали вулгарним и јадним могу изненадити, и да се у том тренутку вулгарно разоткрива као грациозно.
Филм је премијерно приказан на Канском филмском фестивалу. Филмска критика га је дочекала похвала и тренутно на сајту ротен томејтоус држи збир од 91 посто позитивних филмских рецензија, са просечном оценом од 7,8/10, и са сумирајућим коментаром: Блиставо амбициозна, лепо снимљена и потпуно очаравајућа, „Велика лепота“ нуди виртуозну филмску вештину редитеља и сценариста Паола Сорентина. Филм је награђен Оскаром, Бафтом и Златним глобусом за најбољи филм ван енглеског говорног подручја.

## Улоге
| Глумац          | Улога          |
| --------------- | -------------- |
| Тони Сервило    | Ђеп Гамбардела |
| Карло Вердоне   | Романо         |
| Сабрина Ферили  | Рамона         |
| Карло Бучиросо  | Лело Кава      |
| Ђована Виљола   | Дадина         |
| Јаја Форте      | Трумо          |
| Памела Вилорези | Виола          |
| Галатеја Ранци  | Стефанија      |